# سفارة السويد في تركيا
سفارة السويد في تركيا هي أرفع تمثيل دبلوماسي لدولة السويد لدى تركيا. تقع السفارة في وهي تهدف لتعزيز المصالح السويدية في تركيا.

## وصلات خارجية
- قائمة سفارات السويد
- قائمة السفارات في تركيا